# We (kana)
ゑ în hiragana sau ヱ în katakana, (romanizat ca we sau e) este un kana în limba japoneză care reprezintă o moră. Acest kana este învechit și aproape nu se mai folosește în texte japoneze contemporane. Caracterul hiragana este scris cu o singură linie, iar caracterul katakana cu trei linii. Kana ゑ și ヱ reprezintă sunetul pronunție în japoneză [we] ⓘ.
Ca și kana pentru wa, (ゑ în hiragana, ヱ în katakana), ゑ și ヱ se mai folosesc foarte rar după 1946 și au fost înlocuite de kana pentru e (え în hiragana, エ în katakana). Mai există în unii cuvinte precum în cuvântul bere yebisu (ヱビス sau ゑびす; pronunțat e-bi-su). Hiragana ゑ mai este folosit pe insula Okinawa pentru silaba /we/.
Originea caracterelor ゑ și ヱ este caracterul kanji 恵.

## Folosire în limba ainu
În limba ainu, katakana ヱ este folosit pentru sunetul [we], iar acest sunet se poate de asemenea scrie ca ウェ.

## Ordinea corectă de scriere
|                                      |
| Ordinea corectă de scriere pentru ゑ |

|                                      |
| Ordinea corectă de scriere pentru ヱ |

## Alte metode de scriere
- Braille:

| －－ ・・ ・－ |

- Codul Morse: ・－－・・